# کونکریت جینی
کونکریت جینی (انگلیسی: Concrete Genie) یک بازی ویدئویی در سبک بازی اکشن-ماجراجویی است که توسط سونی اینتراکتیو انترتینمنت و در ۸ اکتبر ۲۰۱۹ و در پلت‌فرم پلی‌استیشن ۴ منتشر شده‌است. انتشار بازی در ۳۰ اکتبر ۲۰۱۷ در هفته بازی‌های پاریس اعلام شده بود.

## داستان
داستان در یک شهر کوچک به نام دنسکا اتفاق می‌افتد که بیشتر متروکه و آلوده شده‌است. پسر جوانی به نام آش مرتباً در دفترچه اش دودل می‌کند. گروهی از قلدرها کتاب را می‌دزدند، صفحات را پاره می‌کنند و در سطح شهر پراکنده می‌کنند. آش برای جستجوی صفحات خود تلاش می‌کند. در طول این تلاش، او یک برس رنگی را کشف می‌کند که می‌تواند خلاقیت‌های او را زنده کند. آش باید بر قلدرها غلبه کند و زندگی را به زادگاهش برگرداند.

## پذیرش
کونکریت جینی پس از انتشار نقدهای مثبتی را دریافت کرد. این بازی دارای نمره ۷۵/۱۰۰ دربازبینی جمعی متاکریتیک بر اساس ۸۳ منتقد است که نشانگر بررسی‌های «مطلوب» است.

### جوایز
| سال  | جایزه                             | رده                                                | نتیجه    | منابع       |
| ---- | --------------------------------- | -------------------------------------------------- | -------- | ----------- |
| ۲۰۱۹ | گیمزکام                           | بهترین بازی اکشن / ماجراجویی                       | نامزدشده | [ ۴ ] [ ۵ ] |
| ۲۰۱۹ | گیمزکام                           | بهترین بازی خانوادگی                               | برنده    | [ ۴ ] [ ۵ ] |
| ۲۰۱۹ | گیمزکام                           | بهترین بازی سونی پلی استیشن ۴                      | نامزدشده | [ ۴ ] [ ۵ ] |
| ۲۰۱۹ | جایزه اهرمک طلایی                 | بازی سال پلی استیشن                                | نامزدشده | [ ۶ ]       |
| ۲۰۱۹ | The Game Awards 2019              | بازی برای تأثیر                                    | نامزدشده | [ ۷ ]       |
| ۲۰۲۰ | جوایز بازی نیویورک                | جایزه کودکان Central Park برای بهترین بازی کودکانه | نامزدشده | [ ۸ ]       |
| ۲۰۲۰ | 23rd Annual D.I.C.E. Awards       | دستاورد برجسته در جهت هنری                         | نامزدشده | [ ۹ ]       |
| ۲۰۲۰ | 23rd Annual D.I.C.E. Awards       | دستاورد برجسته فنی                                 | نامزدشده | [ ۹ ]       |
| ۲۰۲۰ | جوایز ان‌ای‌وی‌جی‌تی‌آر                | طراحی کنترل، VR                                    | نامزدشده | [ ۱۰ ]      |
| ۲۰۲۰ | جوایز ان‌ای‌وی‌جی‌تی‌آر                | جهت در واقعیت مجازی                                | نامزدشده | [ ۱۰ ]      |
| ۲۰۲۰ | جوایز ان‌ای‌وی‌جی‌تی‌آر                | امتیاز اصلی ترکیب نور، IP جدید                     | نامزدشده | [ ۱۰ ]      |
| ۲۰۲۰ | جوایز ان‌ای‌وی‌جی‌تی‌آر                | میکس صدا در واقعیت مجازی                           | نامزدشده | [ ۱۰ ]      |
| ۲۰۲۰ | جوایز بازی اس‌اکس‌اس‌دبلیو           | برتری در موفقیت فنی                                | نامزدشده | [ ۱۱ ]      |
| ۲۰۲۰ | 16th British Academy Games Awards | دستاورد هنری                                       | نامزدشده | [ ۱۲ ]      |
| ۲۰۲۰ | 16th British Academy Games Awards | خانواده                                            | نامزدشده | [ ۱۲ ]      |
| ۲۰۲۰ | هجدهمین جوایز سالانه G.A.N.G.     | بهترین صوتی برش دار سینمایی                        | نامزدشده | [ ۱۳ ]      |
| ۲۰۲۰ | هجدهمین جوایز سالانه G.A.N.G.     | بهترین امتیاز تعاملی                               | نامزدشده | [ ۱۳ ]      |
| ۲۰۲۰ | هجدهمین جوایز سالانه G.A.N.G.     | بهترین میکس صوتی                                   | نامزدشده | [ ۱۳ ]      |